# Iso Kotajärvi (sjö i Reisjärvi, Norra Österbotten, Finland)
Iso Kotajärvi eller Kotajärvi är en sjö i Finland. Den ligger i kommunen Reisjärvi i landskapet Norra Österbotten, i den centrala delen av landet, 400 km norr om huvudstaden Helsingfors. Iso Kotajärvi ligger 180 meter över havet. Den ligger vid sjöarna Nuoranen Iso Kotajärvi och Harjuntakanenjärvi. I omgivningarna runt Iso Kotajärvi växer i huvudsak blandskog. Arean är 41,9 hektar och strandlinjen är 5,16 kilometer lång. Sjön  ingår i Kalajoki älvs huvudavrinningsområde. 